# Rob Scuderi
Pour les articles homonymes, voir Scudéri.
Rob Scuderi (né le 30 décembre 1978 à Syosset dans l'État de New York aux États-Unis) est un joueur professionnel américain de hockey sur glace. Il évolue au poste de défenseur.

## Carrière en club
Scuderi fut choisi par les Penguins de Pittsburgh de la Ligue nationale de hockey au cours du repêchage d'entrée dans la LNH 1998 en cinquième ronde (134e choix). Il jouait auparavant pour les Eagles de Boston College du championnat universitaire (NCAA).
Il ne rejoint pas immédiatement la franchise de la LNH et continue l'université puis joue pour les Penguins de Wilkes-Barre/Scranton de la Ligue américaine de hockey (LAH), équipe réserve de Pittsburgh, en 2001-2002. Il joue son premier match dans la LNH au cours de la saison 2003-2004 de la LNH mais ne gagnera pas pour autant sa place dans la franchise. Depuis à chaque saison, il joue un peu avec les deux équipes. Avec l'équipe 2006-2007 des Penguins, ils parviennent pour la première fois aux séries éliminatoires depuis 2002 mais ils perdent au premier tour contre les Sénateurs d'Ottawa. Le 2 juillet, Scuderi signe une prolongation de contrat d'un an avec les Penguins. Avec l'équipe 2007-2008, il parvient à la finale de la Coupe Stanley mais finalement l'équipe perd 4 matchs à 2 après avoir remporté le cinquième match de la finale sur la glace des Red Wings de Détroit au bout de trois prolongations.
Il remporte la Coupe Stanley en 2009 après avoir été déterminant lors de certains matchs de la finale. Le 2 juillet 2009, il signe en tant qu'agent libre avec les Kings de Los Angeles pour quatre saisons. Le 11 juin 2012, il remporte la Coupe Stanley 2012 avec les Kings de Los Angeles.
Le 14 décembre 2015, il est échangé aux Blackhawks de Chicago en retour de Trevor Daley.

## Statistiques
| Saison     | Équipe                            | Ligue      |     | Saison régulière | Saison régulière | Saison régulière | Saison régulière | Saison régulière |   | Séries éliminatoires | Séries éliminatoires | Séries éliminatoires | Séries éliminatoires | Séries éliminatoires |
| Saison     | Équipe                            | Ligue      | PJ  | B                | A                | Pts              | Pun              | PJ               | B | A                    | Pts                  | Pun                  |                      |                      |
| 1997-1998  | Eagles de Boston College          | NCAA       | 42  | 0                | 24               | 24               | 12               | -                | - | -                    | -                    | -                    |                      |                      |
| 1998-1999  | Eagles de Boston College          | NCAA       | 41  | 2                | 8                | 10               | 20               | -                | - | -                    | -                    | -                    |                      |                      |
| 1999-2000  | Eagles de Boston College          | NCAA       | 42  | 1                | 13               | 14               | 24               | -                | - | -                    | -                    | -                    |                      |                      |
| 2000-2001  | Eagles de Boston College          | NCAA       | 43  | 4                | 19               | 23               | 42               | -                | - | -                    | -                    | -                    |                      |                      |
| 2001-2002  | Penguins de Wilkes-Barre/Scranton | LAH        | 75  | 1                | 22               | 23               | 66               | -                | - | -                    | -                    | -                    |                      |                      |
| 2002-2003  | Penguins de Wilkes-Barre/Scranton | LAH        | 74  | 4                | 17               | 21               | 44               | 6                | 0 | 1                    | 1                    | 4                    |                      |                      |
| 2003-2004  | Penguins de Wilkes-Barre/Scranton | LAH        | 64  | 1                | 15               | 16               | 54               | 24               | 0 | 3                    | 3                    | 1                    |                      |                      |
| 2003-2004  | Penguins de Pittsburgh            | LNH        | 13  | 1                | 2                | 3                | 4                | -                | - | -                    | -                    | -                    |                      |                      |
| 2004-2005  | Penguins de Wilkes-Barre/Scranton | LAH        | 79  | 2                | 18               | 20               | 34               | 11               | 2 | 1                    | 3                    | 2                    |                      |                      |
| 2005-2006  | Penguins de Pittsburgh            | LNH        | 57  | 0                | 4                | 4                | 36               | -                | - | -                    | -                    | -                    |                      |                      |
| 2005-2006  | Penguins de Wilkes-Barre/Scranton | LAH        | 13  | 0                | 8                | 8                | 8                | -                | - | -                    | -                    | -                    |                      |                      |
| 2006-2007  | Penguins de Pittsburgh            | LNH        | 78  | 1                | 10               | 11               | 28               | 5                | 0 | 0                    | 0                    | 2                    |                      |                      |
| 2007-2008  | Penguins de Pittsburgh            | LNH        | 71  | 0                | 5                | 5                | 26               | 20               | 0 | 3                    | 3                    | 2                    |                      |                      |
| 2008-2009  | Penguins de Pittsburgh            | LNH        | 81  | 1                | 15               | 16               | 18               | 24               | 1 | 4                    | 5                    | 6                    |                      |                      |
| 2009-2010  | Kings de Los Angeles              | LNH        | 73  | 0                | 11               | 11               | 21               | 6                | 0 | 0                    | 0                    | 6                    |                      |                      |
| 2010-2011  | Kings de Los Angeles              | LNH        | 82  | 2                | 13               | 15               | 16               | 6                | 0 | 2                    | 2                    | 0                    |                      |                      |
| 2011-2012  | Kings de Los Angeles              | LNH        | 82  | 1                | 8                | 9                | 16               | 20               | 0 | 1                    | 1                    | 4                    |                      |                      |
| 2012-2013  | Kings de Los Angeles              | LNH        | 48  | 1                | 11               | 12               | 4                | 18               | 0 | 3                    | 3                    | 0                    |                      |                      |
| 2013-2014  | Penguins de Pittsburgh            | LNH        | 53  | 0                | 4                | 4                | 2                | 13               | 0 | 0                    | 0                    | 6                    |                      |                      |
| 2014-2015  | Penguins de Pittsburgh            | LNH        | 82  | 1                | 9                | 10               | 17               | 5                | 0 | 0                    | 0                    | 0                    |                      |                      |
| 2015-2016  | Penguins de Pittsburgh            | LNH        | 25  | 0                | 4                | 4                | 8                | -                | - | -                    | -                    | -                    |                      |                      |
| 2015-2016  | Blackhawks de Chicago             | LNH        | 17  | 0                | 0                | 0                | 0                | -                | - | -                    | -                    | -                    |                      |                      |
| 2015-2016  | IceHogs de Rockford               | LAH        | 3   | 0                | 0                | 0                | 2                | -                | - | -                    | -                    | -                    |                      |                      |
| 2015-2016  | Kings de Los Angeles              | LNH        | 21  | 0                | 6                | 6                | 2                | 5                | 0 | 0                    | 0                    | 2                    |                      |                      |
| 2016-2017  | Reign d'Ontario                   | LAH        | 15  | 0                | 3                | 3                | 4                | -                | - | -                    | -                    | -                    |                      |                      |
| Totaux LNH | Totaux LNH                        | Totaux LNH | 783 | 8                | 102              | 110              | 198              | 122              | 1 | 13                   | 14                   | 28                   |                      |                      |